# Storia della Sicilia spagnola
Il dominio spagnolo nel Regno di Sicilia iniziò il 23 gennaio 1516, con l'ascesa al trono di Spagna di Carlo V d'Asburgo, e si concluse il 10 giugno 1713, con la firma della pace di Utrecht, che sancì il passaggio dell'isola da Filippo V a Vittorio Amedeo II di Savoia.

## Storia
Il regno del casato di Barcellona (nominalmente aragonese) e della castigliana dinastia Trastámara si concluse (formalmente, perché la Sicilia passò sotto la diretta dominazione castigliana) il 23 gennaio 1516, con la morte del re Ferdinando II di Aragona che aveva in unione personale le corone di Aragona e di Castiglia. Il Regno di Sicilia e il regno di Napoli furono incorporati nella corona di Spagna, ereditata dal giovane nipote Carlo V d'Asburgo che tre anni dopo diverrà anche Imperatore del Sacro Romano Impero.
Dal punto di vista culturale e politico non vi fu una profonda cesura con il precedente periodo del dominio aragonese. Dal punto di vista dinastico, dal 1516 in poi la Sicilia e l'Italia meridionale furono così rette dalla dinastia degli Asburgo. I due regni continuarono ad essere amministrati da distinti viceré con sede a Napoli e Palermo. Tra i viceré di Sicilia durante il XVI ed il XVII secolo troviamo personalità importanti come Marcantonio Colonna, Ferrante I Gonzaga, Juan de Vega, Juan de la Cerda, Emanuele Filiberto di Savoia.
Dall'imperatore Carlo, i regni di Napoli, Sicilia e Sardegna furono ceduti al figlio Filippo nel 1553, due anni prima della propria abdicazione. Successivamente, la Sicilia appartenne al regno di Filippo III (1598-1621), Filippo IV (1621-1665) e Carlo II (1665-1700).

### Caratteri generali
Uno degli elementi costanti durante questo periodo della storia siciliana fu il latente o palese stato di guerra contro i turchi e la necessità di difesa dalle incursioni dei corsari barbareschi con base nei porti del Nord Africa. Il governo spagnolo spese molte energie nel rafforzare le difese dei porti e delle coste, riconoscendo alla Sicilia il ruolo fondamentale di baluardo strategico nel Mediterraneo.
I ceti cittadini avevano avuto un forte progresso tra XV e XVI secolo, rinnovando la struttura sociale urbana anche con una classe di funzionari, commercianti e professionisti (giurisperiti, medici, ingegneri, contabili, artisti, ecc.) che si affiancò alla nobiltà, ampliando le città e costruendo palazzi e cappelle gentilizie. Si assistette ad un processo di formazione di un sottoproletariato urbano che causò la forte crescita della popolazione delle grandi città, mentre quella rurale diminuiva in proporzione.
La struttura sociale rimase feudale, ma i baroni siciliani erano di fatto esautorati dal potere politico (l'ultima importante congiura di cui furono protagonisti fu quella del 1516-1517, nel momento delicato della successione tra il Cattolico e Carlo V). Il sistema feudale nel suo complesso era tra i più fragili d'Europa, essendo già da tempo scomparsa la servitù della gleba, e sino alla fine del XVI secolo erano pochissimi i feudi abitati in cui il signore avesse ottenuto dal re il diritto di esercitare la giustizia finale. Solo nel secolo successivo questo diritto fu esteso per una serie di vendite effettuate dal governo in cambio di denaro.
I feudatari ottennero così nuovi privilegi e titoli e fecero parte di un'internazionale aristocrazia italo-spagnola, essendo imparentati con alcune delle maggiore casate della loro epoca e conducendo uno stile di vita sfarzoso e cortigiano modellato su quello della Corte spagnola e delle principali corti italiane. Inoltre i feudatari non vivevano in un castello in campagna, ma nelle grandi e popolose città, soprattutto a Palermo, erano mecenati e partecipavano con ruoli importanti al governo cittadino (a loro erano riservate le cariche di pretore a Palermo, patrizio a Catania, strategoto a Messina etc.). Infine molti erano titolari, spesso in associazione con altri nobili, mercanti, finanzieri e imprenditori, sia siciliani sia stranieri, di importanti imprese di produzione manifatturiera che lavoravano per il mercato estero: coltivazione e industria della canna da zucchero, allevamento del baco, trattura, filatura e industria della seta grezza, tonnare, saline, miniere, viticoltura e altro, che nel corso dei secoli ebbero alterne vicende, ma che nel Settecento furono incrementate o sostituite da altri comparti, come l'agrumario e lo zolfifero.
ll fenomeno dell'abbandono delle campagne fu combattuto con la concessione ai nobili di licentia populandi per la fondazione di nuovi insediamenti nei feudi spopolati al fine di mettere a coltura quanta più possibile terra per aumentare la produzione cerealicola, la cui domanda era in grande aumento dal XV secolo per l'incremento demografico interno e per la richiesta di grano dagli altri paesi italiani (Genova) e stranieri, ma anche per incrementare la produzione della seta (i nuovi paesi nel Val Demone che non ha terreni cerealicoli) o del vino (per esempio, Vittoria). Molte decine di insediamenti sorsero dunque in Sicilia nel XVI secolo, ma soprattutto nel XVII secolo, tra cui Vittoria, Piedimonte Etneo, Cinisi, Palma di Montechiaro, Paceco, Mazzarino, Barrafranca, Cattolica, Casteltermini, Aliminusa, Leonforte, Francavilla, Riesi, Delia, Niscemi, Valguarnera Caropepe.

#### La struttura territoriale
Il territorio dopo i Valli fu suddiviso in 42 Comarche. Furono istituite nel 1583 sotto il regno di Filippo II dal viceré Marcantonio Colonna Furono in totale 42. La funzione primaria delle comarche era connessa all'amministrazione fiscale: la città demaniale, capoluogo di ciascuna di esse, infatti, era la sede del "secreto", ovvero del funzionario regio che sovraintendeva alla riscossione dei tributi. Tra le funzioni dell'ufficio di tale figura vi era anche il censimento della popolazione della comarca: in base ai censimenti, infatti, avveniva la distribuzione del carico fiscale sugli abitanti della circoscrizione stessa.
La struttura territoriale fu come sempre policentrica con Palermo e Messina, le principali delle 42 città demaniali, che attraversano una fase di crescita demografica ed economica grazie alla presenza del porto e di numerose comunità di mercanti pisani, veneziani, lombardi, genovesi e che si trovano in forte rivalità. Dal punto di vista economico prevalse per un lungo periodo Messina, fino alla rivolta del 1674, favorita dal suo ruolo di centro commerciale e di porto militare d'importanza strategica. Palermo fu costantemente la capitale di fatto, anche se tale dignità le era contesa da Messina, che aveva ottenuto il privilegio di co-capitale (la corte avrebbe dovuto soggiornare sei mesi nell'una e sei mesi nell'altra città).

#### Il Parlamento
Il Parlamento del Regno, articolato in tre bracci (baronale, cittadino ed ecclesiastico) ottenne alla fine del periodo ferdinandino il diritto di convocazione ordinaria triennale e conservava importanti diritti nella concessione dei nuovi donativi, nel controllo della spesa (Deputazione del Regno di Sicilia, composta da membri del Parlamento eletti che stavano in carica nel periodi di vacanza dello stesso e che gestivano in proprio o insieme al viceré alcuni donativi) e nella modifica di leggi particolarmente importanti (per esempio durante il Regno di Filippo II il Parlamento fu impegnato in diverse sessioni e per più di dieci anni nella discussione della riforma dei Tribunali, che fu varata del re solo dopo averne ottenuto il consenso).

#### La demografia
La popolazione del Regno di Sicilia è nota grazie ai censimenti 'generali' di beni e di anime (riveli). Grazie ad essi sappiamo che la popolazione dell'isola ebbe un forte incremento nel Cinquecento (circa 580.000 abitanti nel 1505, divenuti 989.401 nel 1583 e 1.094.671 nel 1606), una fase di lieve crescita nel Seicento, su cui incisero negativamente i circa 60.000 morti del terremoto del 1693 in Val di Noto e i circa 30.000 messinesi fuggiti dopo la rivolta (da 1.130.321 nel 1616 a 1.142.163 nel 1714). La maggior parte degli abitanti risiedeva in grandi o medi centri urbani (Palermo e Messina passarono da 46.000 abitanti nel 1505 a 205.000 nel 1651), mentre la fascia di popolazioni che viveva in centri con meno di 2.000 abitanti si aggirava nei vari periodi attorno al 10%. Nell'ultimo periodo ci fu un forte decremento del tasso di urbanizzazione, in grandissima parte dovuto al crollo di Messina, duramente punita e privata di tutti i privilegi dopo la sconfitta della rivoluzione, ma ancora nel 1714 il tasso di urbanizzazione sopra i 10.000 abitanti (da considerarsi una media città a livello europeo) era superiore al 60% e la popolazione in centri con meno di 2.000 abitanti era dell'11%).

## I re

### Carlo V

Tiziano, Carlo V

Nel 1530 Carlo V assegnò in feudo l'isola di Malta ai Cavalieri Ospitalieri, separandola per sempre dalla storia siciliana.
Carlo V arrivò in Sicilia nel 1535, proveniente dalla spedizione di Tunisi contro i corsari barbareschi.
Sbarcò a Trapani e fu accolto nelle varie città con fastosi e trionfali allestimenti, prima di continuare il suo viaggio in Italia. Presenziò alla seduta del Parlamento tenutosi a Palermo il 22 settembre. In quell'occasione fece leggere al Protonotaro del regno Ludovico Sances un suo intervento nel quale sintetizzava il ruolo cruciale della Sicilia nella guerra contro gli Ottomani. L'imperatore considerava la Sicilia un baluardo contro l'espansionismo ottomano ed il pericolo dei corsari barbareschi e ordinò imponenti opere di fortificazione nei maggiori centri, incaricando il viceré Ferrante Gonzaga e poi i suoi successori, di portarle a termine. Portò anche la guerra nel nord Africa, con varie spedizioni ma con scarso successo. 
Durante il suo regno, nel 1548, Ignazio de Loyola fondò a Messina il primo collegio dei Gesuiti al mondo, il famoso Primum ac Prototypum Collegium ovvero Messanense Collegium Prototypum Societatis Iesu, primo e quindi prototipo di tutti gli altri collegi di insegnamento che i Gesuiti fonderanno con successo nel mondo facendo dell'insegnamento la marca distintiva dell'Ordine. Il Collegium in seguito si trasformerà nel Messanense Studium Generale ossia l'Università di Messina.

### Filippo II

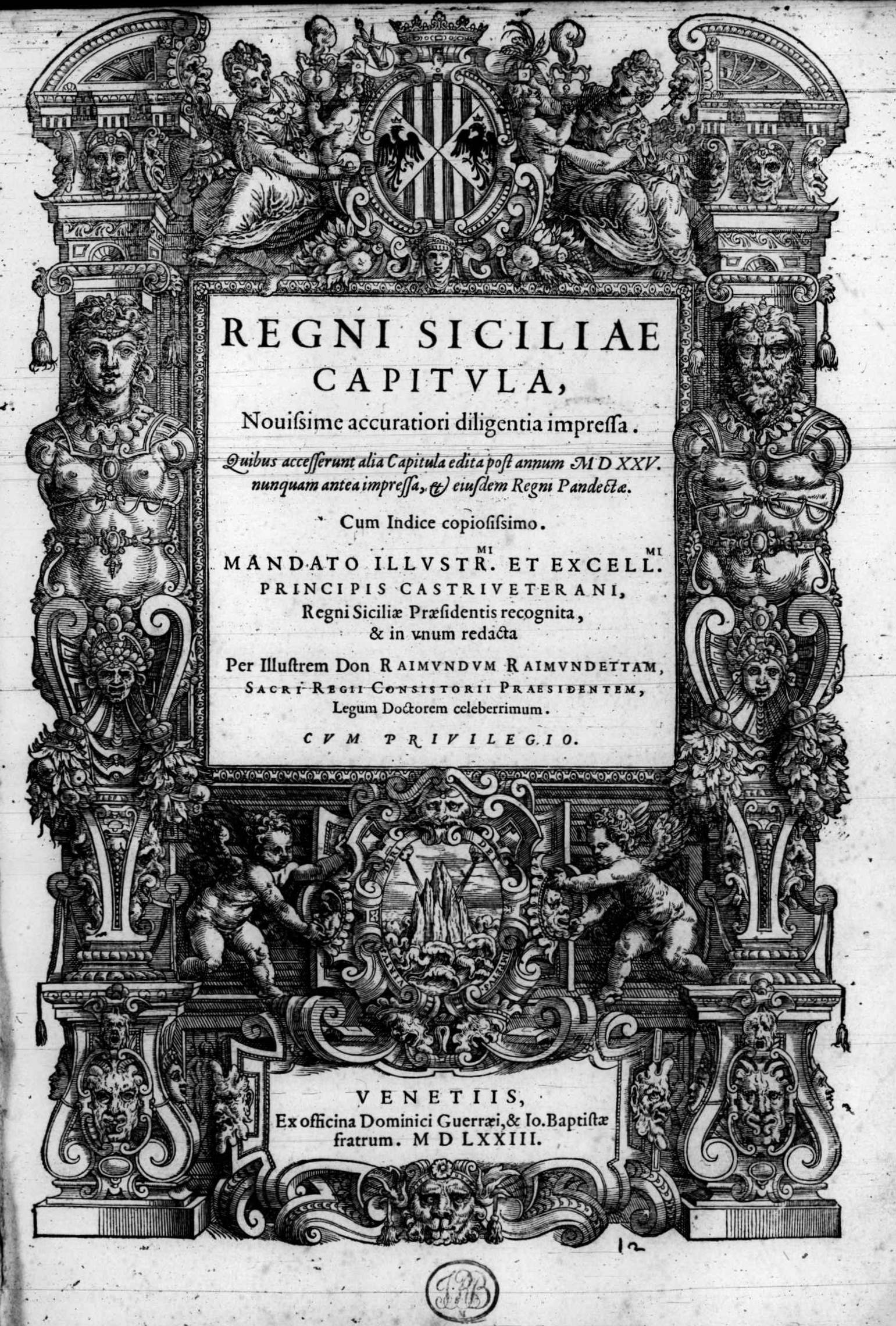
Capitula Regni Siciliae, 1573. Edizione stampata a Venezia per volere del viceré Carlo d'Aragona Tagliavia.

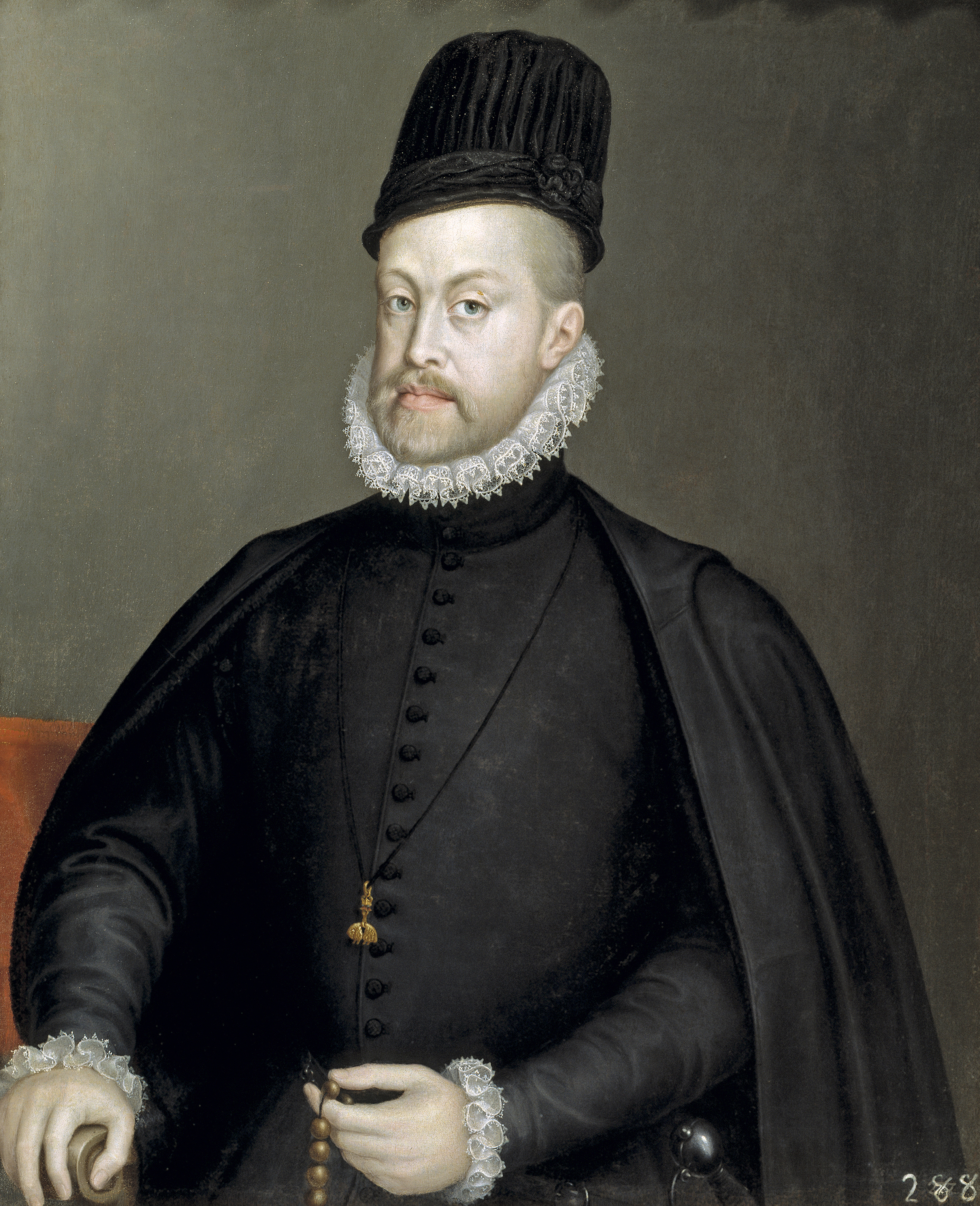
Sofonisba Anguissola, Filippo II.

Il lungo regno di Filippo II fu caratterizzato, in Sicilia, dalla continuazione della politica di conflitto con i turchi ed i corsari musulmani. Il pericolo di incursioni fu per tutto il periodo il motivo principale della politica nell'isola, influenzando ogni aspetto dell'amministrazione e giustificando l'alta imposizione fiscale e costose guarnigioni di terra e imbarcazioni da guerra.
Si trattò di una "militarizzazione" dell'isola protratta per l'intero secolo e portata avanti da viceré dalle spiccate attitudini militari: Juan de Vega, Garcia de Toledo, Francesco Ferdinando d'Avalos e Marco Antonio Colonna che costruirono torri d'avvistamento, mura intorno alle città progettate secondo i principi della fortificazione alla moderna, cittadelle a difesa di porti e punti nevralgici.
L'imposizione fiscale fu molto elevata, soprattutto nel ventennio 1560-1580 anche a causa di donativi straordinari imposti dalla Corona al Parlamento e quindi all'intera popolazione.

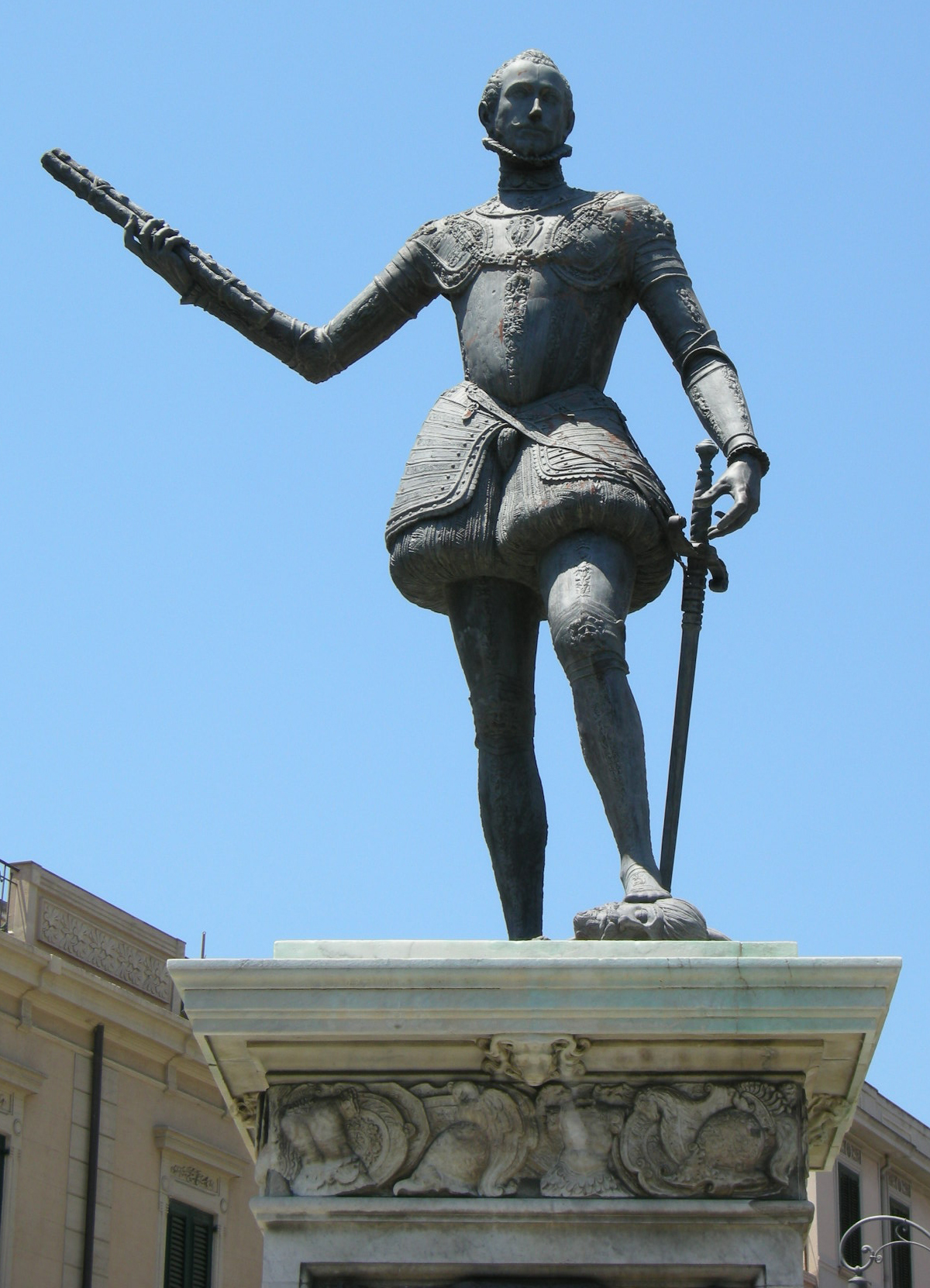
Il monumento a Messina di don Giovanni d'Austria, vincitore di Lepanto di Andrea Calamech.

Sul piano militare, dopo sfortunate spedizioni partite dalla Sicilia verso la costa nord africana, tra cui la fallita riconquista di Tripoli del 1551, e dopo varie offensive nemiche, tra cui l'assedio di Malta del 1565, nel 1571, dal porto di Messina partì la flotta cristiana, al comando di Don Giovanni D'Austria, che sconfisse i Turchi nella Battaglia di Lepanto, e sempre il suo porto accolse la flotta al rientro dalla vittoriosa spedizione. Tra le persone ferite sbarcate dalla flotta c'era Miguel de Cervantes, che rimase ricoverato nel Grande Ospedale della città per diversi mesi a causa della ferita riportata, alla mano sinistra, in battaglia.
La seconda parte del regno di Filippo II fu caratterizzata dall'eccessivo indebitamento dello stato, anche a causa delle grandi spese per l'esercito di Fiandre e per la spedizione di Lepanto) e nel 1557 Filippo II emanò un “decreto di bancarotta”, per convertire unilateralmente i debiti dello stato in rendite annua a basso interesse.
In Sicilia la situazione di crisi economica fu aggravata da un periodo di epidemie e carestia.
Gli successe nel 1598 il figlio Filippo III di Spagna che in tutto il regno procedette all'espulsione dei "moriscos".

### Filippo IV

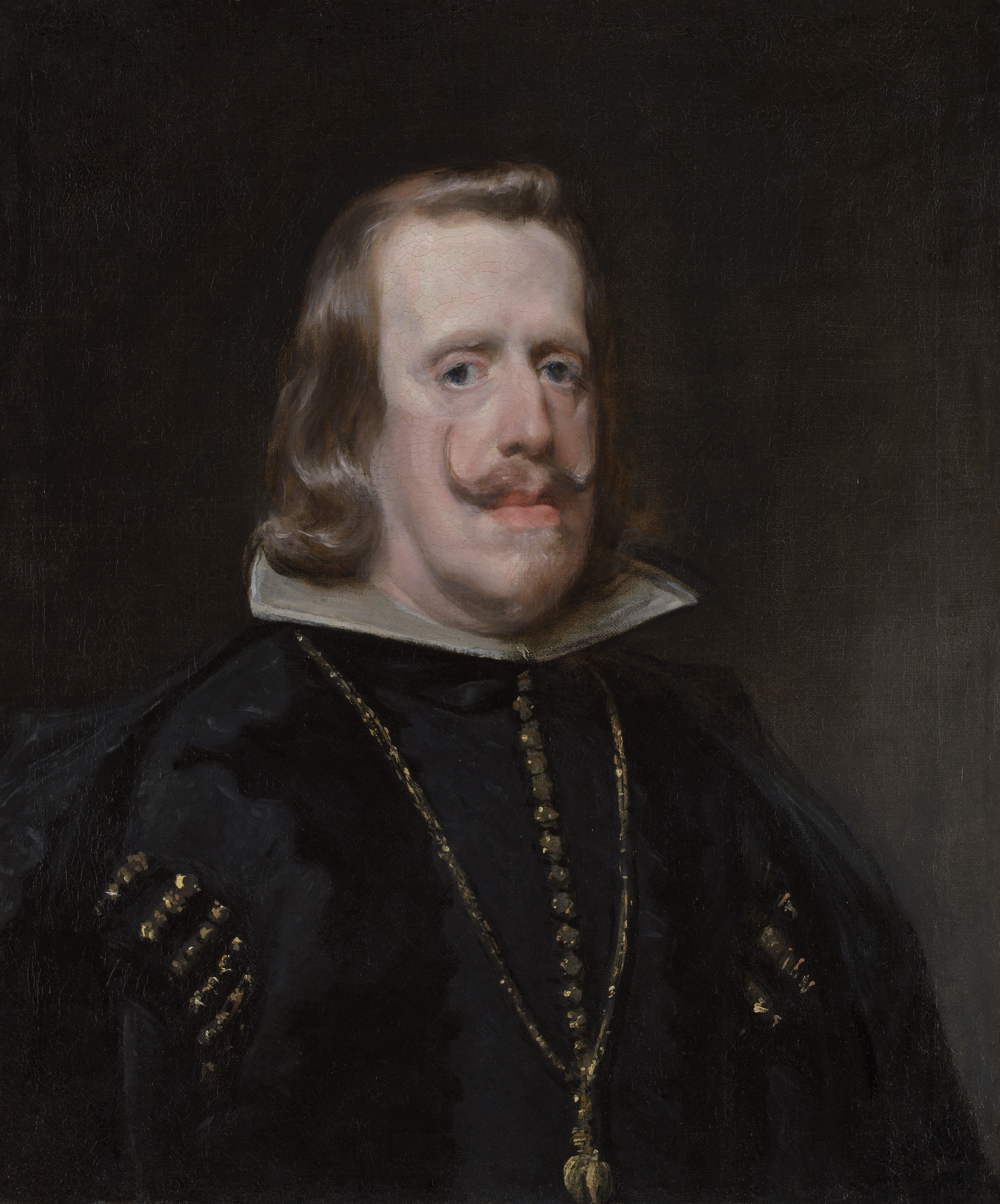
Filippo IV.

Il periodo di regno di Filippo IV di Spagna iniziato nel 1621 fu caratterizzato da una generale crisi economica a livello europeo. Si accentuò in Sicilia il fiscalismo statale che provocò un generale malcontento.
Tra i vari disordini e rivolte si distinsero quella di tipo popolare, antifeudale e antifiscale di Messina, Catania, ma soprattutto i moti rivoltosi di Palermo del 1647 e quella di Messina del 1674 a carattere antispagnolo, appoggiata dal re francese Luigi XIV. Ma nel 1678 la città fu abbandonata a se stessa dai francesi dopo la firma della pace di Nimega tra Francia e Spagna, riconquistata, privata di tutti i privilegi storici e repressa duramente, con misure tali che avviarono alla decadenza la città che perse il primato economico nell'isola a favore di Palermo.

### Da Carlo II ai Borbone di Spagna
Sotto il regno di Carlo II, la Sicilia fu sconvolta dal terremoto del Val di Noto del 1693, che rase al suolo decine di città, tra cui Catania, Siracusa e Noto, e d'altro canto, contribuì alla nascita del barocco siciliano.

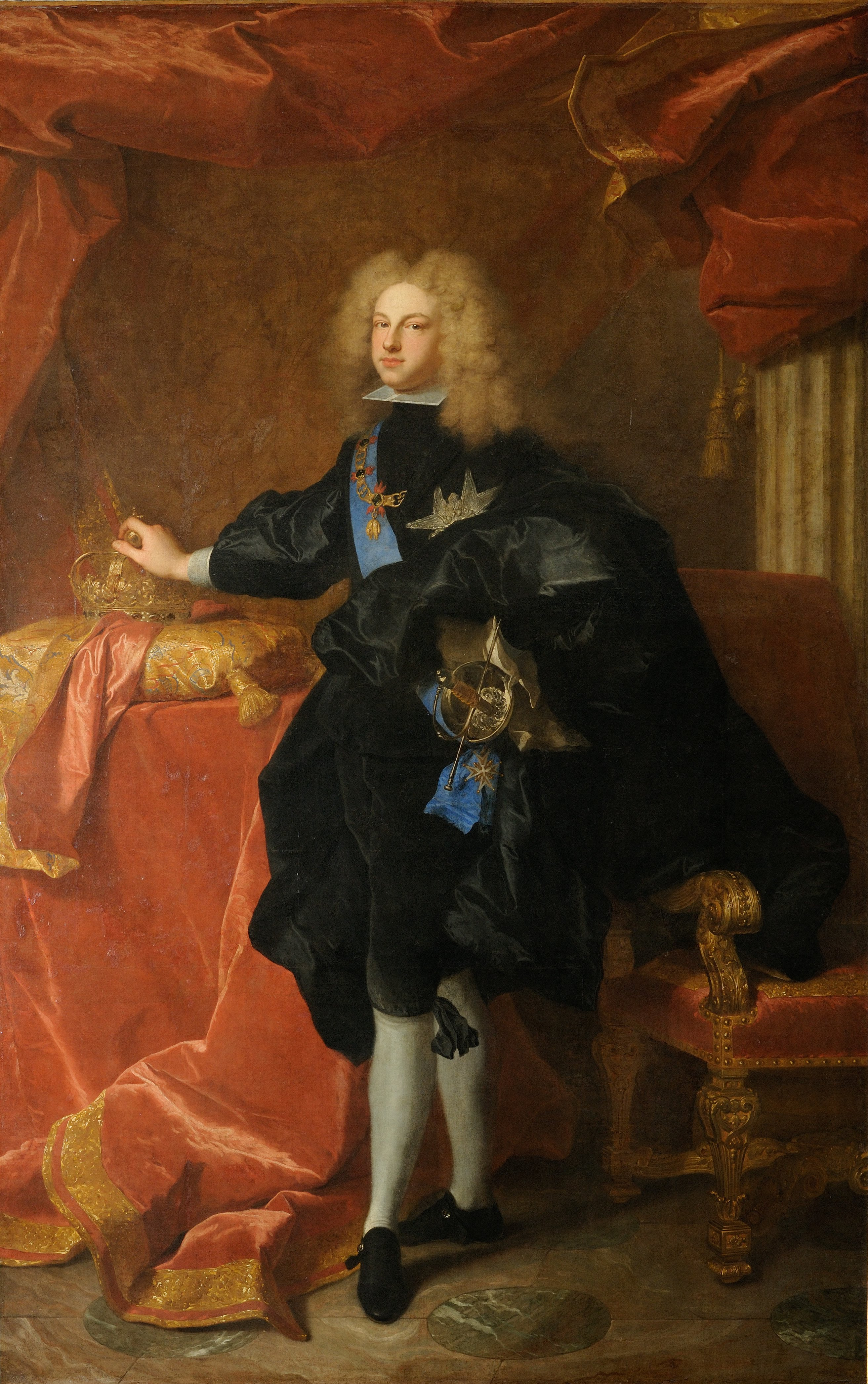
Hyacinthe Rigaud, Filippo V.

Con la morte di Carlo, nel 1700 Filippo V dei Borbone di Spagna salì al trono. Ben presto perdette il regno ad opera degli Asburgo d'Austria nella guerra di successione spagnola, di fatto nel 1707, formalmente nel 1713 con la pace di Utrecht, che assegnò la Sicilia a Vittorio Amedeo II di Savoia.

## Cultura e arte
Fino a pochi anni fa la storiografia artistica, e non solo, concordava nel considerare in condizione isolata ed emarginata la cultura siciliana durante la dominazione spagnola, tardando così a studiare l'arte prodotta in Sicilia durante il Rinascimento e oltre. In tale giudizio ha pesato il pensiero ottocentesco risorgimentale, teso a dimostrare l'interruzione dei rapporti tra la cultura italiana e la Sicilia dal periodo del Vespro, fino al XIX secolo. Tale pregiudizio è sopravvissuto fino al XX secolo ed ha condizionato la comprensione dei fenomeni artistici. Infatti da tale assunto ne conseguiva il constatare la povertà dell'arte siciliana.
Negli ultimi decenni del secolo XX la constatazione che i fenomeni artistici siciliani erano in gran parte ancora da scoprire e le ricerche storiche relative ai complessi rapporti tra l'isola e tutto il Mediterraneo tra XV e XVIII secolo, hanno portato ad una revisione storiografica profonda, rimasta però a livello specialistico e settoriale.
I primi studi e le prime rivalutazioni hanno interessato il periodo barocco, ma successivamente gli studi hanno ampliato molto il panorama artistico del periodo rinascimentale, caratterizzato dall'immigrazione in Sicilia di numerosi artisti dalla penisola e dalla formazione di botteghe locali.
Da rilevare infine come nella sottovalutazione delle espressioni artistiche siciliane del periodo rinascimentale abbia contato la sostanziale distruzione, ad opera dei terremoti, delle testimonianze presenti nella città di Messina (1908 e 1783) che rappresentò la realtà territoriale più aperta alle novità, per il ruolo trainante nei commerci e nell'economia, ma anche in altre aree dell'isola come la Val di Noto (1542 e 1693).

### XVI secolo

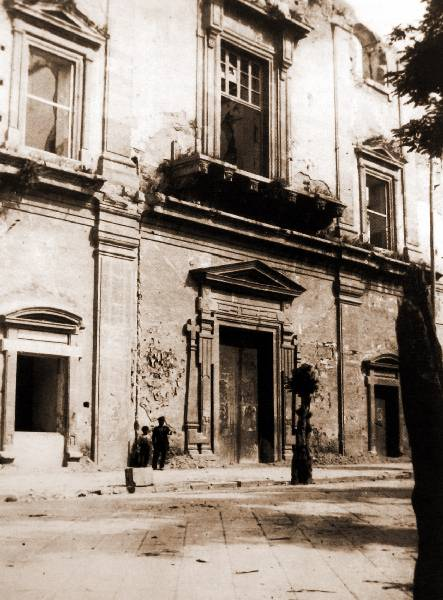
L'ospedale Maggiore di Messina di Andrea Calamech

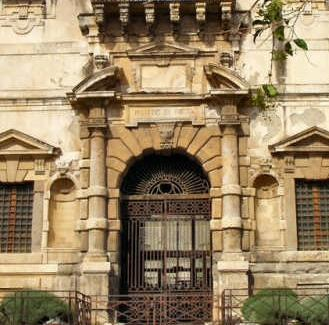
Il portale del Monte di Pietà di Messina di Natale Masuccio

Il panorama culturale d'inizio secolo era dominato dai seguaci di Antonello da Messina, dai Gagini, dai marmorari più o meno influenzati da Francesco Laurana e in architettura da maestri costruttori ancora legati allo stile gotico catalano.  Tali premesse, grazie all'arrivo di numerosi artisti dalla penisola, consentiranno il rinnovamento del linguaggio artistico.
Si configurano alcuni caratteri permanenti della cultura siciliana del periodo: il ruolo preminente del clero come committenza; la presenza di molti artisti religiosi, spessi formatisi all'interno degli ordini; le differenze artistiche e culturali tra le grandi città dell'isola (Messina e Palermo, ma anche Catania e Siracusa); l'arrivo da fuori di artisti; i viaggi di formazione degli artisti locali in una circolarità di uomini, opere e conoscenze.
I protagonisti di questo periodo che vede contemporaneamente affermarsi lentamente la cultura classicista rinascimentale e già giungere il manierismo furono artisti locali come Antonello Gagini, Girolamo Alibrandi e Rinaldo Bonanno; lombardi come Vincenzo da Pavia Cesare da Sesto e Polidoro da Caravaggio; toscani come Giovanni Angelo Montorsoli, Martino Montanini, Michelangelo Naccherino e Camillo Camilliani, oltre a fiamminghi e spagnoli.
Quale che sia stata l'adesione della Sicilia alle forme rinascimentali, nei tempi più o meno in ritardo e nei modi più o meno condizionati dalle tradizioni preesistenti, nella seconda metà del secolo l'isola si trova perfettamente aggiornata al panorama artistico della penisola ed in particolare di Roma, recependone tutta la complessità fatta di tardo manierismo, classicismo, temi della Controriforma e tanto altro.
In particolare Andrea Calamech, nel ruolo non solo di scultore, ma anche di architetto introdusse a Messina il classicismo manierista, in opere oggi scomparse come il Palazzo Reale e L'Ospedale Maggiore influenzando architetti locali come Natale Masuccio progettista, tra l'altro, del Monte di Pietà di Messina e Jacopo Del Duca allievo di Michelangelo.